# Simon Kinberg
Simon Kinberg (Londres, 2 de agosto de 1973) é conhecido como um roteirista e produtor de cinema norte-americano nascido na Inglaterra. Tem por vez produção ou roterizações de alguns filmes da série de filmes X-Men, e teve outros trabalhos como produtor ou roteirista de Sr. e Sra. Smith, Sherlock Holmes e Guerra é Guerra.

## Inicio da carreira
Kinberg iniciou sua carreira na Warner Bros. e escreveu roteiros para grandes produtoras como a Disney, Sony e a DreamWorks trabalhando ao lado de grandes diretores como Steven Spielberg e Jerry Bruckheimer e etc. Produziu e roteirizou produções como Sr. e Sra. Smith, estrelando Angelina Jolie e Brad Pitt
È famoso por ser produtor e roteirista da série de filme do grupo da Marvel Comics: X-Men sendo eles X-Men: O Confronto Final, X-Men: Primeira Classe, X-Men: Dias de um Futuro Esquecido, X-Men: Apocalypse e pela primeira vez, roteirizou e dirigiu X-Men: Dark Phoenix. Kinberg tambem produziu o filme Chappie do diretor Neil Blomkamp. Ele também produziu um Filme Live-action da personagem Cinderela que escreveu o filme de mesmo nome. Kiberg está produzindo o filme Deadpool (2016), baseado no personagem de mesmo nome, e também o filme Perdido em Marte que é dirigido por Ridley Scott. Está na pre-produção do filme Gambit estrelado por Channing Tatum que será lançado em 2016. 
Kinberg está também trabalhando na nova série de filmes da franquia Star Wars. Lawrence Kasdan escritor do Episódio V e o Episódio VI afirmou que Kinberg iria escrever os proximos episódios.
Kinberg não teve creditos em alguns filmes que escreveu como Uma Noite no Museu 2, Date Knight, Knight and Day, Sherlock Holmes: Jogo das Sombras e Edge of Tomorrow

## Filmografia
- 2002 - O Legado
- 2005 - XXx: State of the Union
- 2005 - Sr. e Sra. Smith
- 2005 - Quarteto Fantástico
- 2006 - X-Men: O Confronto Final
- 2007 - Sr. e Sra. Smith (2ª versão)
- 2007 - Go Next
- 2008 - Jumper
- 2009 - Sherlock Holmes
- 2011 - X-Men: Primeira Classe
- 2012 - Guerra é Guerra
- 2012 - Abraham Lincoln: Caçador de Vampiros
- 2013 - Elysium
- 2014 - Vamos Ser Tiras
- 2014 - X-Men: Dias de Um Futuro Esquecido
- 2014 - Star Wars Rebels
- 2015 - Chappie
- 2015 - Quarteto Fantástico
- 2015 - The Martian
- 2016 - Deadpool
- 2016 - X-Men: Apocalypse
- 2018 - Deadpool 2
- 2019 - X-Men: Fênix Negra
- 2020 - The New Mutants

## Prêmios
Em 2016, Simon recebeu o prêmio memorial George Pal pelo conjunto da obra no Saturn Awards. Foi nomeado #61 na lista das 100 pessoas mais poderosas de Hollywood pelo The Hollywood Reporter em 2016. No mesmo ano, o The Hollywood Reporter nomeou-o como o roteirista mais bem pago de Hollywood com um recorde de US $ 16 milhões por dois roteiros de X-Men e nomeou-o como um dos produtores mais bem pagos de Hollywood, com US$ 40 milhões para Deadpool em sua edição anual de Hollywood Salaries.

## Ligações Externas
- Simon Kinberg no AdoroCinema